# Омаров, Кайсар Оспанович
Кайсар Оспанович Омаров (каз. Қайсар Оспанұлы Омаров; род. 3 декабря 1946, Акмолинск) — казахстанский государственный и общественный деятель. заслуженный деятель Казахстана (2012). Заслуженный строитель Казахстана (2025).

## Биография
Кайсар Оспанович Омаров Родился 3 декабря 1946 года в городе Целинограде.
В 1966 году окончил Целиноградский техникум автомобильных дорог по специальности «техник-механик».
В 1979 году окончил Целиноградский инженерно-строительный институт по специальности «Инженер-строитель».

## Трудовая деятельность
С 1966 года — механик учреждения ЕЦ № 166/5 пос. Вишневка Целиноградской области.
С 1966 по 1978 годы — Инженер, зам. начальника отдела, главный инженер, начальник отдела завода «Казсельмаш».
С 1978 по 1980 годы — Начальник отдела Целиноградского объединения противоэрозийной техники.
С 1980 по 1983 годы — Инструктор Ленинского райкома, секретарь парткома, заместитель генерального Директора ПО «Целиноградсельмаш».
С 1983 по 1985 годы — Второй секретарь Целиноградского горкома партии.
С 1985 по 1987 годы —  Председатель Целиноградского горисполкома.
С 1987 по 1991 годы — Второй секретарь Целиноградского обкома партии.
С 1991 по 1992 годы — Советник председателя областного совета.
С 1992 по 1998 годы — Первый заместитель Главы администрации, акима Акмолинской области.
С 1998 по 1999 годы — Заведующий отделом по делам СНГ Канцелярии Премьер-министра Республики Казахстан.
С февраль 1999 года по август 1999 года — Председатель правления ЗАО «Фонд финансовой поддержки сельского хозяйства».
С август 1999 года по 5 мая 2003 года — Советник заместителей Премьер-министра Республики Казахстан Л.С. Павлова, Д.К. Ахметова, К.К. Масимова.
С 5 мая 2003 года по 5 октября 2004 года — Председатель Комитета по делам строительства Министерства индустрии и торговли Республики Казахстан.
С 5 октября 2004 года по 15 ноября 2008 года — Председатель Комитета по делам строительства и жилищно-коммунального хозяйства Министерства индустрии и торговли Республики Казахстан.
Прочие должности
- С 2003 по 2008 годы — Член совета директоров АО «Жилстройсбербанк Казахстана».
- С декабрь 2008 года — Член Комитета по экономической и региональной политике РК.

## Выборные должности, депутатство
С 1985 года по 1993 года — Депутат Верховного Совета Казахстана 10-11-го и 12-го (дважды:1990 и 1991-1993) созывов.
С декабрь 2008 года по октябрь 2014 года — Депутат Сенат Парламента Республики Казахстан, Член постоянного Комитета по экономической политике, инновационному развитию и предпринимательству.

## Награды и звания
- 2025 — Указом Президента Республики Казахстан от 8 августа награждён почетным званием «Заслуженный строитель Казахстана» (Қазақстанның еңбек сіңірген құрлысшысы) — За вклад в развитие строительной отрасли.;[1]
- 2012 — Указом Президента Республики Казахстан награждён почетным званием «Қазақстанның еңбек сіңірген қайраткері»[2]
- 2003 — Указом Президента Республики Казахстан награждён орденом «Құрмет»;[3]
- 1986 — Указом Верховного Совета СССР награждён орденом «Знак Почёта»;
- Почетный гражданин Астана (2023);[4]
- Почётный строитель Республики Казахстан;
- Почётная грамота Сената Парламента РК;
- Награждён Благодарственным письмом Президента Республики Казахстан.
- Почётный гражданин Акмолинской области.

### Государственные юбилейные медали
- 2001 — Медаль «10 лет независимости Республики Казахстан»
- 2005 — Медаль «10 лет Конституции Республики Казахстан»
- 2008 — Медаль «10 лет Астане»
- 2011 — Медаль «20 лет независимости Республики Казахстан»
- 2016 — Медаль «25 лет независимости Республики Казахстан»[5]